# Rheydter SpV
Maillots
Le Rheydter SpV est un club allemand de football localisé à Mönchengladbach en Rhénanie-du-Nord-Westphalie.
Le club comporte des sections de football, de handball, de hockey sur gazon, de tennis et de tennis de table

## Histoire
Le club fut fondé le 21 décembre 1905 par les passionnés de football membres du cercle gymnique Rheydter Turnvereins 1847, après que la direction de ce club eut acheté un ballon.
En 1906, le club s’affilia à la Rheinisch-Westfälischen Spielverband. La même année, la section d’Athlétisme fut créée.
En 1908, l’équipe joua en championnat régional.
Le 22 octobre 1909, le club prit forme et fut nommé Rheydter Spielverein. Le club est surnommé Spö
En 1912, le Rheydter SpV ouvrit une section de Handbal.
En 1922, le cercle s’installa dans la Jahnstrasse, où il est encore de nos jours.
En 1933, dès leur arrivée au pouvoir, les Nazis exigèrent et mirent en place une réforme des compétitions. Ce fut la création des Gauligen, seize ligues réparties géographiquement sur tout le territoire de ce qui devenait le IIIe Reich. Lors des deux premières saisons d’existence de cette nouvelle structure, le Rheydter Spielverein joua dans la Gauliga Niederrhein. En 1935, le club fut relégué et n’apparut plus à ce niveau jusqu’à la fin de la Seconde Guerre mondiale.
Dissous par les Alliés, en 1945, comme tous les clubs et associations allemands (voir Directive n°23), le club fut reconstitué assez rapidement.
En 1950, un département Tennis de table vit le jour.
Lors de la saison 1951-1952, le Rheydter Spielverein monta en Oberliga West, à l’époque la plus haute division allemande. Il y resta deux saisons puis fut relégué. Il y remonta directement sous la conduite d’un certain Hennes Weisweiler, sui sera quelques années plus tard un des grands entraîneurs à succès du Borussia Mönchengladbach. Après le championnat 1954-1955, Spö redescendit.
Après une longue période d’anonymat sous le 2e puis 3e niveau, le Rheydter SpV remporta le titre en Verbandsliga (niveau 4) et accéda à l’Oberliga Nordrhein à la fin de la saison 1986-1987. Trois ans plus tard, le club y termina vice-champion derrière le Wuppertaler SV.
En 1994, lors de la mise en place des Regionalligen au niveau 3, le Rheydter Spielverein termina 13e et fut reversé au niveau 4, en Oberliga Nordrhein.
Dans le courant de la saison 2002-2003, le club fut déclaré en faillite. Un score de forfait sanctionna son classement en Oberliga.
Reconstitué, le club redémarra dans les ligues inférieures. En 2009, il gagna le droit de remonter en Landesliga (niveau 7).

## Palmarès

### Football
- Champion de la Rheingau: 1921, 1922, 1923.
- Champion de la Westkreis: 1925.
- Champion du Bezirksmeisterschaft Linker Niederrhein": 1946.
- Champion du Niederrhein: 1947, 1948.
- Champion de la 2. Oberliga West: 1950
- Champion de la Verbandsliga: 1987.
- Vice-champion de l’Oberliga Nordrhein: 1990.
- Vice-champion d’Allemagne Amateur: 1990.

### Autres sports
- Athlétisme: Champion d’Allemagne de l’Ouest (Relais 4 × 100m et Kim Jansen au Lancer du poids): 1934.
- Tennis de table: Champion d’Allemagne de l’Ouest double messieurs (Hans-Werner Schippers et Werner Hoeveler): 1957.
- Tennis de table: Champion d’Allemagne de l’Ouest double mixte (Hans-Werner Schippers et Hilde Gröber):1959.
- Hockey sur gazon: Champion d’Allemagne (Altersklasse Knaben A): 1978.
- Hockey sur gazon: Montée en Bundesliga de Hockey: 1999.
- Hockey sur gazon: Victoire de la Coupe d’Allemagne: 2001.
- Hockey sur gazon: 3e de la Coupe d’Europe des Vainqueurs de Coupe 2002.

## Personnalités

### Entraîneurs
- Gyula Lóránt
- Hennes Weisweiler

### Joueurs
- Klaus Pudelko